# Górka Kościelnicka
Górka Kościelnicka – dawna wieś podkrakowska, obecnie w granicach administracyjnych Krakowa. Wchodzi w skład Dzielnicy XVIII Nowa Huta. Jej nazwa pochodzi od Góry Kościelnickiej.

## Historia
Górka Kościelnicka wchodziła dawniej w skład tzw. Państwa Kościelnickiego (Klucza kościelnickiego). Jej wcześniejsza nazwa to Górka Wrzodowa. W 1595 roku wieś Górka Wrzodowa położona w powiecie proszowickim województwa krakowskiego była własnością kasztelana małogoskiego Sebastiana Lubomirskiego. W 1646 roku za sprawą fundacji Barbary z Morzko Morsztynowej na wyniosłym wzniesieniu, na miejscu wcześniejszego, stanął barokowy drewniany kościół. W II połowie XVIII wieku wzniesiono okazały budynek bramny, a w XIX w. przeniesiono część kamiennej balustrady z ogrodów zamkowych w Kościelnikach na ogrodzenie terenu kościoła.
Do II wojny światowej istniał tu także folwark należący do majątku kościelnickiego wraz ze stawami hodowlanymi.
Na terenie osiedla znajdują się:
- zabytkowy Kościół Wszystkich Świętych
- Cmentarz wojenny nr 393 - Górka Kościelnicka
- Cmentarz Górka Kościelnicka

W Górce urodził się Wincenty Adamski (1894–1940), kawaler Orderu Virtuti Militari.